# Saint-Aunès
Saint-Aunès település Franciaországban, Hérault megyében. Lakosainak száma 4333 fő (2022. január 1.). Saint-Aunès Vendargues, Le Crès, Castelnau-le-Lez, Montpellier, Mauguio és Baillargues községekkel határos.

## Népesség
A település népessége az elmúlt években az alábbi módon változott:
| Lakosok száma | 525  | 1162 | 2027 | 2990 | 3038 | 3212 | 3439 | 3786 | 4026 | 4333 |
|               | 1968 | 1982 | 1990 | 2006 | 2013 | 2015 | 2017 | 2019 | 2020 | 2022 |